# Ignorabimus

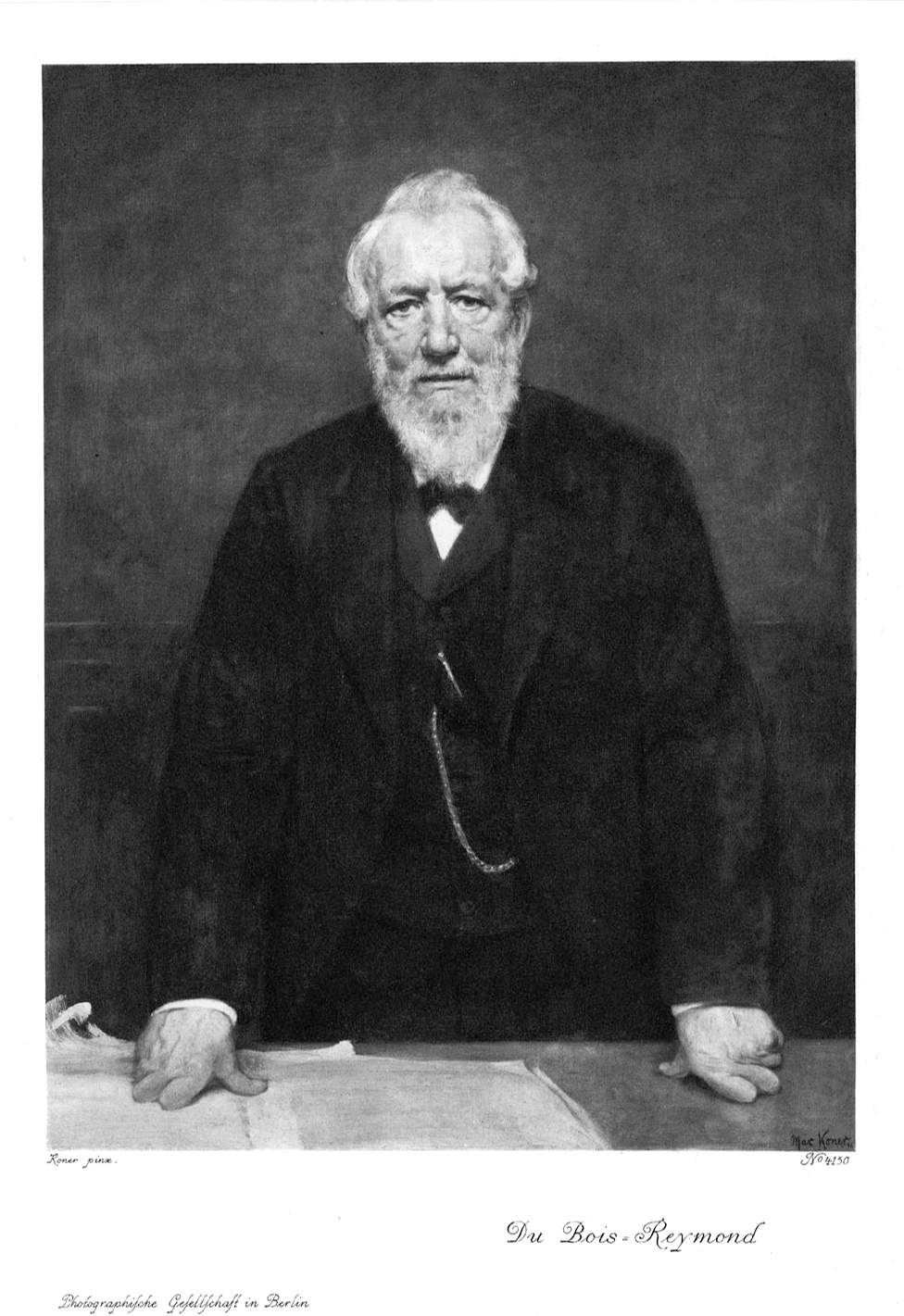
Еміль Генріх Дюбуа-Реймон, пропагатор тези ignoramus et ignorabimus.

Латинська сентенція ignoramus et ignorabimus означає «не знаємо і не довідаємось», обстоювала обмеженість наукового пізнання в дев'ятнадцятому сторіччі. Сентенція була популяризована Емілем Дюбуа-Реймоном, німецьким фізіологом, в його праці Über die Grenzen des Naturerkennens («Про межі розуміння природи») з 1872 року. Вона викликала численні суперечки.

## Реакція Гільберта

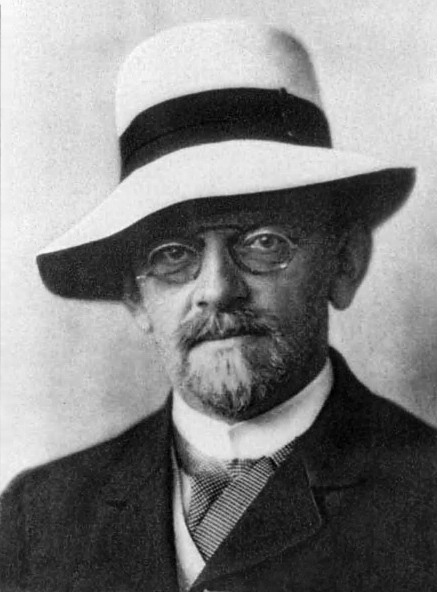
Давид Гільберт відповів, Wir müssen wissen — wir werden wissen! (Ми повинні знати — ми будемо знати!)

Восьмого вересня 1930 року математик Давид Гільберт висловив своє несприйняття ідеї у своїй славній промові, адресованій Товариству Німецьких Науковців і Лікарів в Кенінсберзі:
| Ліві лапки | Wir dürfen nicht denen glauben, die heute mit philosophischer Miene und überlegenem Tone den Kulturuntergang prophezeien und sich in dem Ignorabimus gefallen. Für uns gibt es kein Ignorabimus, und meiner Meinung nach auch für die Naturwissenschaft überhaupt nicht. Statt des törichten Ignorabimus heiße im Gegenteil unsere Losung: Wir müssen wissen — wir werden wissen! | Праві лапки |

| Ліві лапки | Ми не маємо права вірити тим, хто сьогодні з філософським виглядом і зверхнім тоном пророкує падіння культури і приймає ignorabimus. Для нас немає ignorabimus, і на мою думку його не існує в природничих науках загалом. На противагу безглуздому ignorabimus нашим гаслом буде: Ми повинні знати — ми будемо знати! | Праві лапки |

Ще задовго до цього він сказав: «В математиці немає ignorabimus».